# Asteriscus intermedius
Asteriscus intermedius là một loài thực vật có hoa trong họ Cúc. Loài này được (DC.) Pit. & Proust mô tả khoa học đầu tiên.